# Radio SRF Virus
Radio SRF Virus ist ein Programm von Schweizer Radio und Fernsehen (SRF), einer Zweigniederlassung der SRG SSR. Vor dem 16. Dezember 2012 hiess der Sender DRS Virus. Er ist als „Kultursender fürs junge Publikum“ konzipiert. Das Programm ist nicht über UKW zu empfangen, sondern nur über Kabel, DAB+ in der Deutschschweiz, europaweit über Satellit und weltweit als Live-Stream Internetradio. Darüber hinaus gibt es im vom SRF betriebenen Multi-Channel-Network einen programmbegleitenden YouTube-Kanal mit dem Namen SRF Virus. Der Programmauftrag wird formal privatrechtlich von einem Verein unter einer Konzession des Bundes (Service public) erbracht. Zur Sonderstellung, die einem öffentlich-rechtlichen Programmauftrag entspricht, siehe SRG SSR#Die Gesellschaft.

## Programm
Seit dem Relaunch des Senders (1. September 2009) unterscheidet sich SRF Virus deutlich vom Programm von Radio SRF 3 und setzt auf Musik abseits des Mainstreams. Aktuelle Alternative-Rock- und Pop-Titel dominierten stark, gefolgt von aufkommenden Stilbereichen rund um Rap, Electro und Rock, ebenfalls alles aktuelle Titel. Weiter als in die 2000er zurück greift die Musikauswahl in der Regel nicht.
SRF Virus setzt auch stark auf Social Media und Interaktion mit den Zuhörern. Die Moderation ist dabei Teil der Online-Community, stets bimedial im Dialog mit dieser, und integriert diesen Dialog mit Künstlern und Publikum ins laufende Programm. Zu diesem Zweck werden Accounts bei TikTok und WhatsApp genutzt. SRF Virus möchte mit Themen aus der Lebenswelt der Hörerschaft – insbesondere rund um Gesellschaftspolitik, Popkultur und Identität – ein Zielpublikum zwischen 18 und 30 Jahren erreichen.
Vom 1. September 2021 bis zum 29. Mai 2022 verzichtete SRF Virus auf Livemoderationen im Radio, um den Sender neu aufzubauen. Seit dem Neustart von SRF Virus am 30. Mai 2022, wird eine moderierte Morgenshow ausgestrahlt, welche von 6 bis 11 Uhr über den Sender geht. Ausserdem gibt es eine moderierte Show am Nachmittag von 14 bis 19 Uhr. Die Hip-Hop-Show "Bounce" wird auf Youtube und live im Radio am Freitagnachmittag ab 16 bis 19 Uhr ausgestrahlt. Ausserdem findet jedes Jahr die Hiphop-Show "Bounce Cyper" statt, die immer im April live im Radio ausgestrahlt wird.
SRF Virus bietet verschiedene Podcasts.

## Geschichte
Am 17. Februar 1999 erhielt das neue Jugendradio vom Bundesrat die Konzession und am 20. November 1999 startete es unter dem Namen VIRUS seine Sendungen, damals mit hauptsächlicher Ausrichtung auf populärer Rockmusik und Electro. Ursprünglich war der Sender jedoch unter dem Namen DRS 4 projektiert. Programmleiter von Sendebeginn bis 2003 war François Mürner, der auch massgeblich für Konzept und Umsetzung verantwortlich zeichnete.
Vom 2. bis 31. August 2003 gab es für Virus als einzige Ausnahme in der Geschichte des Senders eine temporäre UKW-Frequenz, die es ihm ermöglichte live von der 12. Street Parade am 9. August zu senden.
Aufgrund der schlechten Reichweite hatte Virus nur schwache Einschaltquoten. Unter anderem ist deswegen eine Umstrukturierung (im Januar 2006) nötig geworden, durch die verstärkt Hip-Hop und Rhythm and Blues gespielt wurde. Gleichzeitig reagierte man auf die veränderten Gewohnheiten des jungen Publikums beim Medienkonsum: mehr Zeit im Internet, weniger Radio, erhöhter MP3-Konsum.
Durch die Neuorganisation der Logos aller DRS-Radiostationen hiess Virus ab 2007 DRS virus.ch. Nebst der Neuerung, dass DRS und das .ch dazu gestossen sind, hat sich auch der i-Punkt auf dem Virusschriftzug umpositioniert. War er beim vorherigen Logo immer in der Mitte des Schriftzuges (über dem «r»), wanderte er 2007 direkt über das «i».
2007 und 2009 wurde Virus als Radio of the year in der Schweiz ausgezeichnet. Am Schweizer RadioDay – dem jährlichen Treffen der Schweizer Medienbranche – in Zürich wurde die Auszeichnung «Radio of the year» feierlich an Virus übergeben.
Das Radio war ursprünglich in Basel stationiert. Im August 2009 wechselte DRS Virus ins Radiostudio nach Zürich und richtete sich mit dem Umzug nach Zürich auch programmlich neu aus als Sender für Musik abseits des Mainstreams und Popkultur. Der Claim des Senders ist Programm: «Radio. Aber anders».

## Besetzung

### Leitung
- David Largier

| - Younes Saggara - Mira Weingart - Visu Suter - Flavio Stucki (bis Ende April 2025) - Gabriela Mennel - Lea Haas - Stephanie Brändle - Elay Leuthold - Kim Michel - Timo Meier |

## Logos

Logo von DRS Virus vor 2007
Logo von DRS Virus bis Ende 2012
Logo von Radio SRF Virus von 2012 bis 2020
Logo von 2020 bis 2022
Logo seit Dezember 2022